# Григориј Лобода
Григориј Лобода (рус. Лобода Григорий, укр. Григорій Лобода) (април 1557-мај 1596, Лубни) рођен у породици богатих старшина, регистрованих Козака, хетман Запорошке Сече и учесник похода против Турске и Кримских Татара. Један је од вођа православно-хришћанске побуне Козака против пољске репресије на тлу Украјине (1594—1596).

## Биографија
У пролеће 1594. учествује у походу Козака на Молдавију против Турака. Октобра 1594. са војском од 12 хиљада козака до јесени 1595. на челу је успешних кампанија као савезник Рудолфа II, цара Светог римског царства. За време побуне православних хришћана заједно је, са хетманом Северином Наливајком, нападао пољско-латвијску (католичку) војску у Кијевском војводству и данашњој Белорусији. 
1596. одузета му је титула хетмана, која му је враћена после неуспеха Козака у битки код Острога Камена (битка вођена под хетманом Севрином Наливајком). Григорија Лободу су подржали регистровани Козаци, док је Наливајко био вођа (за Пољаке нелегалних) нерегистрованих Козака. Пољски хетман Станислав Жолкевски је намерно игнорисао (нелегалног) Северина Наливајка. Тако је дошло до тајних преговора са (легалним) хетманом Григоријем Лободом, где су решили да добију амнестију ако се предају и испоруће хетмана Северина Наливајка. 
Када су у козачком лагеру ћули за тајне преговоре дошло је до сукоба две стране Козака. Хетман Григориј Лобода је убијен у козачком лагеру код Лубниа, од самих нерегистрованих Козака, које је водио Наливајко.
Северина Наливајка су Пољаци линчовали у самој Варшави 21. априла 1597. Пољска шљахта је код Лубина извела масакр, над Козацима, упркос решеним преговорима Жолкевског и Лободе о предаји Наливајка Пољацима.